# Arnold von Bruck
Arnold von Bruck (* um 1500 in Brügge; † 6. Februar 1554 in Linz) war ein franko-flämischer Komponist, Kapellmeister und Kleriker der Renaissance, der die überwiegende Zeit seines Lebens in habsburgischen Diensten stand.

## Leben und Wirken
Abstammung und Geburtsort von Arnold von Bruck waren lange umstritten, bis der österreichische Musikforscher Othmar Wessely in seinen Veröffentlichungen von 1955 und 1958 zweifelsfrei nachwies, dass der Namensteil „von Bruck“ sich auf die Stadt Brügge bezieht, vor allem wegen der öfters anzutreffenden lateinischen Variante seines Namens „Arnoldus Brugensis“ und wegen der erwiesenen Tatsache, dass Verwandte von ihm aus Flandern stammten und in Brügge ansässig waren. Im Hinblick auf die Jugendzeit des Komponisten gibt es nur briefliche Angaben von ihm selbst und von König Ferdinand I., die den Rückschluss erlauben, dass Arnold von Bruck etwa im Jahr 1506, zunächst wohl als Chorknabe, in die Hofkapelle des Herzogtums Burgund aufgenommen wurde. Nach dem Tod von Herzog Philipp dem Schönen war diese Kapelle nominell die Kapelle von Herzog Karl, dem späteren Kaiser Karl V., der ebenfalls im Jahr 1506 im Alter von nur sechs Jahren Herzog der habsburgischen Niederlande geworden war. So wie Karl hat Arnold mit großer Wahrscheinlichkeit seine Jugendzeit am Hof der Regentin Margarete von Österreich in Mecheln verbracht. Er blieb hier etwa bis zum Jahr 1519 und stand vermutlich unter dem prägenden musikalischen Einfluss der Kapellmeister und Komponisten Marbriano de Orto und Pierre de La Rue. Für die darauf folgenden etwa acht Jahre sind über seinen Weg keine direkten Informationen überliefert. Aus späteren Quellen stammt aber die Nachricht, dass er in der Diözese Thérouanne (heutiges Département Pas-de-Calais) in diesen Jahren die Priesterweihe empfing und danach schon eine gewisse Zeit am Hof in Wien tätig war.
Erst für die zweite Jahreshälfte 1527 gibt es einen direkten Beleg, als er nämlich in Wien zum Kapellmeister des österreichischen Regenten Erzherzog Ferdinand (dem späteren König und Kaiser Ferdinand I.) ernannt worden ist, und zwar als Nachfolger von Heinrich Finck. Diese Stellung behielt er über 18 Jahre lang; seine Vizekapellmeister waren Pieter Maessins (um 1505–1562), ebenfalls flämischer Abstammung, und Stephan Mahu. In dieser Zeit erwarb Arnold von Bruck mehrere Pfründen im heutigen Slowenien und Kroatien, und zwar von 1528 bis 1548 an der Kathedrale von Ljubljana, ab Dezember 1529 an der Kathedrale von Zagreb und ab Juli 1531 in der Stadt Laas bei Kočevje. Zum Jahresende 1545 ist er vom kaiserlichen Hof in den Ruhestand verabschiedet worden. Er hielt sich noch einige Zeit in Wien auf und hatte hier das Amt eines Kaplans an einem der Altäre des Stephansdoms; auch komponierte er hier einige Stücke im Auftrag der Domkantorei. Ab dem Jahr 1548 lebte er nachweislich in Linz, wo er schon seit dem Jahr 1543 an der Trinitätskapelle des Linzer Doms die hochangesehene und bestdotierte Dreifaltigkeitspfründe (Beneficium Sanctae Trinitatis) besaß; dienstliche Pflichten hat er hier jedoch nicht wahrgenommen. Arnold von Bruck ist in Linz als wohlhabender Mann am 6. Februar 1554 verstorben.

## Bedeutung
Die Wiener Hofkapelle galt als herausgehobene Institution in der österreichisch-habsburgischen Musikwelt, und als Leiter dieser Kapelle genoss Arnold von Bruck ein besonderes Ansehen. Dies ergibt sich schon aus der von Ludwig Neufarer im Jahr 1536 geprägten Gedenkmünze mit von Brucks Abbild. Außerdem widmete ihm Antonius Margarita (Magolith), Professor für Hebräisch an der Universität Wien, um 1540 die Kurtze außlegung uber das wort Halleluia. Schüler Arnolds waren Johann Zanger (1517–1587) und Heinrich Fincks Großneffe Hermann Finck (1527–1558), wobei ihn Zanger in seiner Veröffentlichung Practicae musicae praecepta (Leipzig 1554) neben Erasmus Lapicida, Heinrich Finck und Stephan Mahu ausdrücklich als Vorbild benennt. Entsprechend seinem Wirkungskreis verbreiteten sich von Brucks Kompositionen überwiegend durch süddeutsche Verleger sowie durch Handschriften aus dem Umfeld des habsburgischen Herrschaftsbereichs. Sogar die Bearbeitung der Motette Sancta trinitas von Antoine de Févin, vielleicht schon in seiner früheren Zeit an der burgundischen Hofkapelle verfasst, erschien erstmals 1537 bei dem Nürnberger Verleger Hieronymus Formschneider. Ferner erschien 1534 in Nürnberg eine Sammlung von geistlichen und weltlichen Liedern, Arnold von Bruck gewidmet, in der an erster Stelle 20 Kompositionen von ihm selbst stehen, des Weiteren Stücke von Ludwig Senfl und Wilhelm Breitengraser (um 1495–1542). Der Wittenberger Verleger Georg Rhau gab im Jahr 1544 das geistliche Gesangbuch Newe deudsche geistliche Gesenge für die gemeinen Schulen heraus, in dem 17 Sätze Arnolds enthalten sind.
Nachdem es in der Mitte des 16. Jahrhunderts eine konfessionsübergreifende Attraktivität der neuen Melodien und Texte gab, hat Arnold von Bruck nicht nur katholische, sondern auch viele protestantische Texte vertont, die dann in dem genannten lutherischen Gesangbuch von Georg Rhau erschienen sind. Arnolds musikgeschichtliches Hauptverdienst liegt aus heutiger Sicht auch grundsätzlich in den Vertonungen deutscher Texte. Die Choralbearbeitungen wie auch die weltlichen Lieder zeigen eine gattungstypische Cantus-firmus-Bearbeitung mit einem dichten, durchimitierten Kontrapunkt; hier sind Tenor und oberste Stimme fest aneinander gebunden und verarbeiten meist die vorgegebene Melodie vollständig und in Oktavimitation. Homophone Kantionalsätze sind selten. Dagegen ist seine geistliche Musik gemeinsam mit den Manuskripten der Wiener Hofkapelle und der Kapelle des Stephansdoms weitgehend verloren gegangen. Die erhalten gebliebenen Motetten weisen die typische franko-flämische Vokalpolyphonie des mittleren 16. Jahrhunderts mit ihrer Durchimitation in einem dichten, klangreichen Satz auf; ungewöhnlich sind jedoch seine zwei- bis vierstimmigen Sätze nur für hohe Stimmen „ad voces aequales“, die wohl für die Knabenchöre der Wiener Hofkapelle oder des Schottenklosters geschrieben wurden. „Auch hier zeigt sich wie in den übrigen Kompositionstypen die Vorliebe des Komponisten für ‚kontrapunktische Höchstschwierigkeiten‘, die in der Durchführung oft längerer Passagen im strengen Kanon ebenso zum Ausdruck kommt wie die Vielfalt und Meisterschaft der Cantus-firmus-Verarbeitungen. Als das eindrucksvollste Beispiel dafür kann das vierstimmige „Dies irae“ gelten, in dem die vollständige sechzigzeilige Dichtung mit der Methode des strophisch-repetitiven Choral-Cantus-firmus in immer neuen Konstellationen verarbeitet wird.“

## Werke
Lateinische Hymnen
- „Adesto nunc ecclesiae“ zu vier Stimmen
- „Audi benigne conditor“ zu vier Stimmen
- „Gloria laus et honor“ zu vier Stimmen
- „Jesu quadragenariae“ zu vier Stimmen
- „O crux ave spes unica“ zu vier Stimmen

Lateinische liturgische Werke
- „Dies irae“ zu vier Stimmen
- Magnificat [octavi toni] für dreistimmigen Knabenchor
- Magnificat [octavi toni] für vierstimmigen Knabenchor
- Te Deum laudamus zu vier Stimmen

Lateinische Motetten
- „Ascendo ad patrem“ zu fünf Stimmen
- „Da pacem domine“ für vierstimmigen Knabenchor
- „Deus misereatur nostri“ für vierstimmigen Knabenchor
- „Grates nunc omnes“, in drei Versionen für zwei-, drei- und vierstimmigen Knabenchor
- „In civitate domini“ zu fünf Stimmen
- „Laudate dominum omnes gentes“ für vierstimmigen Knabenchor
- „Pater noster“ - „Ave Maria“ für vierstimmigen Knabenchor
- „Pater noster“ - „Ave Maria“ zu fünf Stimmen
- „Quomodo miseretur“ zu drei Stimmen
- „Virgo prudentissimae“ zu drei Stimmen

Lateinische Werke unsicherer Autorschaft
- „Lumen ad revelationem“, Stimmenzahl unbekannt, nur Bass erhalten; „A. B.“ zugeschrieben
- „Pater peccavi“ zu vier Stimmen, „Arnoldus“ zugeschrieben
- „Rosa de spinis protulit“ zu fünf Stimmen, „Arnoldo“ zugeschrieben
- „Si quis vult post me venire“, „A. de Ponte“ zugeschrieben

Geistliche deutsche Choralbearbeitungen
- „Aus tiefer Not schrei ich zu dir“ zu vier Stimmen
- „Christ ist erstanden“ (I) zu vier Stimmen in zwei Versionen
- „Christ ist erstanden“ (II) zu vier Stimmen
- „Christ lag in Todesbanden“ zu vier Stimmen
- „Dies sind die heiligen zehn Gebot“ zu vier Stimmen
- „Es ist das Heil uns kommen her“ zu vier Stimmen
- „Gott der Vater wohn uns bei“ zu vier Stimmen
- „Herr, wer wird wohnen in deiner Hütte“ zu vier Stimmen
- „Herre das sein deine Gebot“ zu vier Stimmen
- „Komm heiliger Geist“ zu vier Stimmen
- „Kommt her zu mir“ zu vier Stimmen
- „Mitten wir im Leben sind“ zu vier Stimmen
- „O allmächtiger Gott“ zu fünf Stimmen
- „Vater unser im Himmelreich“ zu vier Stimmen
- „Wir glauben all an einen Gott“ zu vier Stimmen

Weltliche Chorsätze
- „Fortitudo dei regnantis“ zu sechs Stimmen, Staatsmotette, vermutlich für König Sigismund I. von Polen

Weltliche deutsche Lieder
- „Ach hilf mir leid“, Quodlibet zu fünf Stimmen
- „Alls von Gott“ zu vier Stimmen, in zwei Versionen
- „An aller Welt“ zu vier Stimmen
- „Beschaffens Glück“ zu vier Stimmen
- „Des Unfalls Kraft“ zu vier Stimmen
- „Die Zeit bringt viel“ zu vier Stimmen
- „Ein schönes Weib erfreut mich“ zu drei Stimmen
- „Elend ich rief“ zu vier Stimmen
- „Es geht gen diesen Sommer“ zu vier Stimmen
- „Es ging ein Landsknecht“ zu vier Stimmen
- „Geduld hoff Gnad“ zu vier Stimmen
- „Ich stund an diesem Morgen“, Quodlibet zu sechs Stimmen
- „Ich weiss mir eine Mülnerin“ zu vier Stimmen
- „Ihr Christen alle gleich“ zu vier Stimmen
- „Kein Adler in der Welt so schön“, Quodlibet zu fünf Stimmen
- „Mühe und Arbeit in der Welt“ zu vier Stimmen
- „O du armer Judas“ zu sechs Stimmen
- „So trinken wir alle“ zu fünf Stimmen
- „Vertrauen herzlich gar“ zu vier Stimmen, in zwei Versionen
- „Wie geht es zu“ zu vier Stimmen

Bearbeitungen von Werken anderer Komponisten
- Antoine de Févin: „Sancta trinitas“ zu vier Stimmen, seitens Arnold von Bruck um zwei Stimmen erweitert